# Ofenziva Talibana 2021.
Ofenziva Talibana 2021. bila je posljednja velika ofenziva Talibana i savezničkih naoružanih skupina protiv Islamske Republike Afganistan i njezinih saveznika. Ofenziva je počela 1. svibnja 2021., istovremeno s povlačenjem većine trupa SAD-a iz Afganistana, i trajala je do 15. kolovoza 2021.

## Povijest
Tijekom prva tri mjeseca ofenzive Talibani su znatno napredovali u ruralnim područjima; povećali su broj okruga koje kontroliraju sa 73 na 223 i postupno su izolirali urbana središta. Od 6. kolovoza nadalje Talibani su zauzeli 29 od 34 pokrajinske prijestolnice Afganistana, među kojima su i gradovi Kandahar i Herat, a zaključno s 10. kolovozom kontrolirali su otprilike 65 % ukupne površine Afganistana.
Ofenziva je poznata po brzim teritorijalnim dobitcima Talibana te po domaćim i međunarodnim posljedicama. Dana 10. kolovoza američki su službenici procijenili da bi glavni grad Kabul mogao pasti pod talibansku vlast u roku od 30 do 90 dana. Dana 15. kolovoza Associated Press izvijestio je da su Talibani stigli do Kabula i da čekaju na "prijenos" vlasti. Istog se dana grad Kabul predaje Talibanima, koji su ušli i u predsjedničku palaču, a predsjednik države Ašraf Gani pobjegao je iz države.

## Vanjske poveznice
- (engl.) Mapping the advance of the Taliban in Afghanistan, BBC